# Tara Lynne Barr
Tara Lynne Barr, född 2 oktober 1993 i Orange County, Kalifornien, är en amerikansk skådespelare. Hon är mest känd för sin roll som Roxy i filmen God Bless America från 2011, och för sin medverkan i Huluserien Casual.

## Filmografi

### Film
| År   | Titel             | Roll           |
| ---- | ----------------- | -------------- |
| 2011 | God Bless America | Roxy           |
| 2014 | Dawn              | Dawn           |
| ???? | Rebel City Rumble | RK "Rox" Keane |
| 2016 | The Darkness      | Kat            |

### TV
| År        | Titel                               | Roll              | Anmärkning                               |
| --------- | ----------------------------------- | ----------------- | ---------------------------------------- |
| 2004      | Joan of Arcadia                     | Jumping-Rope Girl | Avsnitt: "Only Connect"                  |
| 2005      | Crossing Jordan                     | Sally Yates       | Avsnitt: "Murder in the Rue Morgue"      |
| 2006      | Drake & Josh                        | Katie             | Avsnitt: "Megan's New Teacher"           |
| 2006      | Zoey 101                            | Sandy Baldwin     | Avsnitt: "Lola Likes Chase"              |
| 2007–2008 | The Suite Life of Zack & Cody       | Haley Grille      | 2 avsnitt                                |
| 2007      | Disney Channel's 3 Minute Game Show | Herself           | Avsnitt: "High School Musical 2 Edition" |
| 2012      | The Bold and the Beautiful          | Christine Johnson |                                          |
| 2015      | Aquarius                            | Katie             | 10 avsnitt                               |
| 2015–     | Casual                              | Laura Meyers      |                                          |

### Scen
| År   | Titel                   | Roll           |
| ---- | ----------------------- | -------------- |
| 2006 | Annie                   | Annie          |
| 2006 | Wonderland              | Alice          |
| 2007 | Little Women            | Jo March       |
| 2008 | The Diary of Anne Frank | Anne Frank     |
| 2008 | Wait Until Dark         | Gloria         |
| 2009 | Fifth of July           | Shirley Talley |
| 2009 | Caught in the Net       | Vicki Smith    |
| 2009 | Peter Pan               |                |

### Spel
| År   | Titel            | Roll            | Anmärkning |
| ---- | ---------------- | --------------- | ---------- |
| 2012 | The Secret World | Carter / Emilia | Röst       |
| 2012 | Prototype 2      | Amaya Heller    | Röst       |